# Lionneta
Genre
Lionneta est un genre d'araignées aranéomorphes de la famille des Oonopidae.

## Distribution
Les espèces de ce genre sont endémiques des Seychelles.

## Liste des espèces
Selon World Spider Catalog (version 15.0, 2014) :
- Lionneta gerlachi Saaristo, 2001
- Lionneta mahensis Benoit, 1979
- Lionneta orophila (Benoit, 1979)
- Lionneta praslinensis Benoit, 1979
- Lionneta savyi (Benoit, 1979)
- Lionneta sechellensis Benoit, 1979
- Lionneta silhouettei Benoit, 1979
- Lionneta veli Saaristo, 2002

## Publication originale
- Benoit, 1979 : Contributions à l'étude de la faune terrestre des îles granitiques de l'archipel des Séchelles (Mission P.L.G. Benoit - J.J. Van Mol 1972). Oonopidae (Araneae). Revue de Zoologie Africaine, vol. 93, p. 185-222.